# 假如…世界失去了最偉大的英雄？
〈假如…世界失去了最偉大的英雄？〉（英語：What If... the World Lost Its Mightiest Heroes?）是美國超級英雄類型的迷你網路動畫影集《無限可能：假如…？》第一季的第三集，改編自漫威的同名漫畫。本集为漫威電影宇宙的系列作品之一，與漫威電影宇宙系列電影處於同一架空世界和共同世界。本集故事發生於2012年發售的漫威電影宇宙搭配漫畫《福瑞的重大一週》的平行時間線中，神盾局局長尼克·福瑞及其屬下在招募復仇者成員時遭遇連環暗殺事件。本集由A·C·布拉德利和馬修·昌西（Matthew Chauncey）聯合編劇，布萊恩·安德魯執導。
傑佛瑞·懷特為觀察者配音，以該角色的身份負責影集旁白。山繆·傑克森回歸聲演尼克·福瑞，主要配音演員還包括麥可·道格拉斯、蕾克·貝爾、米克·温格特、克拉克·格雷格、法蘭克·葛里洛、傑瑞米·雷納、史蒂芬妮·潘尼西洛、馬克·魯法洛、湯姆·希德斯頓、麥可·麥吉爾、潔咪·亞歷山大和亞歷山德拉·丹尼爾斯。斯蒂芬·弗蘭克擔當動畫師。本集主要涉及2008年電影《無敵浩克》、2010年電影《鋼鐵人2》和2011年電影《雷神索爾》中的部分事件，此外還涉及其他漫威電影宇宙系列電影的若干情節，最終形成具有阿嘉莎·克莉絲蒂敘事風格的謀殺事件。本集動畫由製作完成，斯蒂芬·弗蘭克擔當動畫師。
〈假如…世界失去了最偉大的英雄？〉於2021年8月25日在Disney+首播。

## 劇情
神盾局特工娜塔莎·羅曼諾夫和克林特·巴頓在一週之內先後分別誤殺了東尼·史塔克和索爾，兩人相繼被逮捕。娜塔莎在轉移途中成功逃脫，巴頓則在監禁室中猝死。神盾局局長尼克·福瑞為抓捕幕後真兇而暗中通知娜塔莎，布魯斯·班納將會是下一個被害者。娜塔莎找到貝蒂·羅斯博士，希望她能幫助分析導致東尼死亡的注射液。由於東尼不願意加入復仇者聯盟，這種液體原本能夠改變他的想法，卻導致他的死亡。貝蒂推測他的死因可能涉及奈米科技。貝蒂的父親賽迪斯·羅斯將軍前來緝拿班納，受傷的班納此時化身為浩克，卻因身體爆裂而死亡。索爾的弟弟洛基率領大軍來到地球上的美國新墨西哥州，意欲為哥哥索爾報仇。福瑞說服洛基暫時結盟，一天之內幫他找到幕後真兇。娜塔莎臨死前通知福瑞，一切均與荷普·汎戴茵有關。福瑞意識到荷普是漢克·皮姆的女兒，亦曾是神盾局特工，但某次在敖德薩執行任務時身亡。漢克因此懷恨在心，化身為黃蜂戰士並向神盾局報仇。在洛基的幫助下，福瑞逮捕漢克，並將他交給洛基處理。洛基留在地球成為統治者。在地球的另外一處，福瑞發現被冰凍的史提芬·羅傑斯，卡蘿·丹佛斯亦來到地球幫助福瑞。

## 製作

### 開發
2018年9月，漫威影業宣佈為迪士尼旗下在線流媒體平台Disney+開發數個限定影集。2019年3月，漫威確認製作一部基於漫畫《假如…？》改編的動畫影集。凱文·費吉將擔當這部獨立單元劇的製片人，影集講述如果系列電影中的關鍵時刻出現不同於影片中情況時會發生什麼，例如洛基能夠舉起索爾的雷霆戰鎚。曾在電影中出演主要角色的多位演員有望為動畫配音。2019年4月，迪士尼和漫威正式宣佈製作影集。導演布萊恩·安德魯於2018年與漫威影業的執行製片人布拉德·溫德鮑姆會面。2019年8月，A·C·布拉德利確定擔當首席編劇，布萊恩·安德魯確定擔當影集導演。影集的執行製片人包括布拉德·溫德鮑姆、凱文·費吉、路易斯·德·埃斯波西托（Louis D'Esposito）、維多莉亞·阿隆索、布萊恩·安德魯和A·C·布拉德利，凱莉·瓦聖納（Carrie Wassenaar）擔當製片人:2。本集標題為〈假如…世界失去了最偉大的英雄？〉（What If... the World Lost Its Mightiest Heroes?），由布萊恩·安德魯執導，A·C·布拉德利和馬修·昌西（Matthew Chauncey）聯合編劇。本集故事發生於2012年發售的漫威電影宇宙搭配漫畫《福瑞的重大一週》的平行時間線中，本集主要涉及2008年電影《無敵浩克》、2010年電影《鋼鐵人2》和2011年電影《雷神索爾》中的部分事件，此外還涉及其他漫威電影宇宙系列電影的若干典型情節，包括2011年電影《美國隊長：復仇者先鋒》和2012年電影《復仇者聯盟》。

### 選角
傑佛瑞·懷特為觀察者配音，以該角色的身份負責影集旁白。漫威繼續啟用曾在電影中出演主要角色的多名演員為動畫配音。山繆·傑克森回歸聲演尼克·福瑞。麥可·道格拉斯聲演漢克·皮姆／黃蜂戰士。克拉克·格雷格聲演菲爾·考森。法蘭克·葛里洛聲演布洛克·朗姆洛／交叉骨。傑瑞米·雷納聲演克林特·巴頓／鷹眼。馬克·魯法洛聲演布魯斯·班納／浩克。湯姆·希德斯頓聲演洛基。潔咪·亞歷山大聲演希芙。
部分角色由新的配音演員聲演。蕾克·貝爾接替史嘉蕾·喬韓森聲演娜塔莎·羅曼諾夫／黑寡婦。米克·温格特接替小勞勃·道尼聲演東尼·史塔克／鋼鐵人。史蒂芬妮·潘尼西洛接替麗芙·泰勒聲演貝蒂·羅斯。麥可·麥吉爾接替威廉·赫特聲演賽迪斯·羅斯將軍。亞歷山德拉·丹尼爾斯接替布麗·拉森聲演卡蘿·丹佛斯／驚奇隊長。

### 動畫
本集動畫由製作完成:29:40，斯蒂芬·弗蘭克擔當動畫師。動畫中的人物造型基於電影中演員形象通過卡通渲染完成。儘管整部影集具有統一的動畫藝術風格，但是每集的調色等後期處理略有不同:4。

## 音樂
蘿拉·卡普曼為本集作曲，音樂原聲帶於2021年8月27日由漫威音樂和好萊塢唱片聯合發行。
| 〈假如…世界失去了最偉大的英雄？〉音樂原聲帶 | 〈假如…世界失去了最偉大的英雄？〉音樂原聲帶 | 〈假如…世界失去了最偉大的英雄？〉音樂原聲帶 |
| 曲序                                        | 曲目                                        | 时长                                        |
| ------------------------------------------- | ------------------------------------------- | ------------------------------------------- |
| 1.                                          |                                             | 1:24                                        |
| 2.                                          |                                             | 0:58                                        |
| 3.                                          |                                             | 0:46                                        |
| 4.                                          |                                             | 0:57                                        |
| 5.                                          |                                             | 2:17                                        |
| 6.                                          |                                             | 3:22                                        |
| 7.                                          |                                             | 1:10                                        |
| 8.                                          |                                             | 1:15                                        |
| 9.                                          |                                             | 1:14                                        |
| 10.                                         |                                             | 1:33                                        |
| 11.                                         |                                             | 1:59                                        |
| 12.                                         |                                             | 1:28                                        |
| 13.                                         |                                             | 2:45                                        |
| 14.                                         |                                             | 1:04                                        |
| 15.                                         |                                             | 1:08                                        |
| 16.                                         |                                             | 0:51                                        |
| 17.                                         |                                             | 0:51                                        |
| 总时长：                                    | 总时长：                                    | 25:02                                       |

## 發行
〈假如…世界失去了最偉大的英雄？〉於2021年8月25日在Disney+首播。

## 備註
1. ↑  尼克·福瑞成功招募荷普·汎戴茵的一刻產生分歧點事件，分裂出一條全新的分支時間線，衍生出本集故事。
2. ↑  在2014年電影《美國隊長2：酷寒戰士》中，「黑寡婦」娜塔莎·羅曼諾夫曾提及自己五年前在伊朗執行接走一位核工程師的任務時，於敖德薩被酷寒戰士槍傷；首席編劇（英语：Head writer）A·C·布拉德利（英语：A.C. Bradley (screenwriter)）其後證實荷普被殺的地點是《美國隊長2：酷寒戰士》的彩蛋[1]。因而可得知這條時間線中，荷普在2009年代替了黑寡婦執行這個任務，並被酷寒戰士殺死[2]。

## 資料來源
1. ↑  Thomas, Eric. . Discussing Film. 2021-08-25  [2021-08-26]. （原始内容存档于2021-08-26）.
2. ↑  Perry, Spencer. . ComicBook.com. 2021-08-27  [2021-08-27]. （原始内容存档于2021-08-27）.
3. ↑  Kroll, Justin. . Variety. 2018-09-18  [2018-09-18]. （原始内容存档于2018-09-19） （美国英语）.
4. 1 2  Sciretta, Peter. . /Film. 2019-03-12  [2019-03-20]. （原始内容存档于2019-03-20） （美国英语）.
5. ↑  Dinh, Christine. . Marvel.com. 2019-04-12  [2021-07-29]. （原始内容存档于2019-04-12） （美国英语）.
6. ↑  Ashaari, Alleef. . Kakuchopurei. 2021-08-02  [2021-08-02]. （原始内容存档于2021-08-02） （美国英语）.
7. ↑  Guttmann, Graeme. . Screen Rant. 2021-08-02  [2021-08-02]. （原始内容存档于2021-08-02） （美国英语）.
8. ↑  Radulovic, Petrana. . Polygon. 2019-08-24  [2019-08-24]. （原始内容存档于2019-08-24） （美国英语）.
9. 1 2   (PDF). Disney Media and Entertainment Distribution. 2021-07-30  [2021-08-01]. （原始内容存档 (PDF)于2021-08-01） （美国英语）.
10. 1 2  Howard, Kristen. . Den of Geek. 2021-08-25  [2021-08-25]. （原始内容存档于2021-08-25） （美国英语）.
11. 1 2  Bradley, A.C.; Chauncey, Matthew. . . 第1季. 第3集. 2021-08-25  [2021-09-01]. Disney+. （原始内容存档于2021-08-27） （美国英语）.片尾演職員表於28:26開始。
12. ↑  Thomas, Eric. . DiscussingFilm. 2021-08-25  [2021-08-26]. （原始内容存档于2021-08-26） （美国英语）.
13. ↑  Maytum, Matt; Bradshaw, Paul. . Total Film. 2021-07-22  [2021-07-22]. （原始内容存档于2021-07-22） （美国英语）.
14. ↑  Anderton, Ethan. . /Film. 2021-08-10  [2021-08-10]. （原始内容存档于2021-08-10） （美国英语）.
15. ↑  Bucksbaum, Sydney. . Entertainment Weekly. 2021-08-24  [2021-08-24]. （原始内容存档于2021-08-24） （美国英语）.
16. 1 2  Gallagher, Simon. . Screen Rant. 2021-08-25  [2021-08-25]. （原始内容存档于2021-08-25） （美国英语）.
17. 1 2  Elvy, Craig. . Screen Rant. 2021-08-25  [2021-08-25]. （原始内容存档于2021-08-25） （美国英语）.
18. ↑  Arrant, Chris. . Newsarama. 2020-04-15  [2020-04-17]. （原始内容存档于2020-04-17） （美国英语）.
19. ↑  Jones, Marcus. . Entertainment Weekly. 2019-08-23  [2019-08-24]. （原始内容存档于2019-08-24） （美国英语）.
20. ↑  Salazar, Andrew J. . Discussing Film. 2019-09-06  [2019-09-27]. （原始内容存档于2019-09-22） （美国英语）.
21. 1 2  . Film Music Reporter. 2021-08-26  [2021-08-26]. （原始内容存档于2021-08-26） （美国英语）.
22. ↑  . The Futon Critic.   [2021-08-25]. （原始内容存档于2021-08-25） （美国英语）.

## 外部連結
- 互联网电影数据库上假如…世界失去了最偉大的英雄？的资料（英文）